# Promachus contradicens
Promachus contradicens är en tvåvingeart som först beskrevs av Walker 1858.  Promachus contradicens ingår i släktet Promachus och familjen rovflugor. Inga underarter finns listade i Catalogue of Life.